# Hăghig, Covasna
Hăghig, mai demult Heghig, Haghig, Higic (în maghiară Hídvég, în dialectul săsesc Firstenbrich, în germană Fürstenberg, Fürstenburg) este satul de reședință al comunei cu același nume din județul Covasna, Transilvania, România. Se află în partea de vest a județului, în Depresiunea Bârsei.

## Clădiri istorice
- Castelul Nemes